# Papyrus 7
Papyrus 7 (Papyrus 7 (volgens de nummering van Gregory-Aland) is een handschrift op papyrus van het Griekse Nieuwe Testament; met de tekst van Lucas 4:1-2. Misschien is het een fragment van een geschrift van een kerkvader. De fragmentarische staat van het  handschrift maakt het op grond van schrifttype vrijwel niet te dateren: ergens tussen de 4e (3e?) en 6e eeuw.

## Tekst
De Griekse tekst van deze codex is te kort om te typeren of in te delen. Kurt Aland deelde de codex niet in in één van zijn Categorieën van manuscripten van het Nieuwe Testament.
C. R. Gregory onderzocht het handschrift in 1903 in Kiev.
Het wordt bewaard in de Vernadsky Bibliotheek Nationale Bibliotheek van de Ukraine (Petrov 553) in Kiev.